# Trein- en giframp bij Wetteren
De trein- en giframp bij Wetteren ontstond na een spoorwegongeval op spoorlijn 50 (Brussel – Gent) waarbij een goederentrein net buiten het ten oosten van Wetteren gelegen station van Schellebelle ontspoorde en enkele ketelwagens met 300 ton acrylonitril na een explosie in brand vlogen. Bovendien vervoerde de trein ook enkele ketelwagens 1,3-butadieen. Het ongeval vond plaats op 4 mei 2013 rond 2.00 uur, nabij de spoorwegtunnel van de Victor Van Sandelaan te Wetteren.

## Verloop van de gebeurtenissen
De trein, onder beheer van railtransportonderneming DB Schenker, kwam van rangeerterrein Kijfhoek in Nederland en was onderweg naar Gent-Zeehaven. Het ongeval gebeurde bij een wissel, ongeveer 250 meter ten oosten van de spoorwegtunnel aan de Victor Van Sandelaan. Zes wagons raakten van de sporen: twee daarvan kantelden en drie vlogen in brand. Naast het vrijkomen van giftige dampen van acrylonitril ontstonden tijdens de brand ook ontledingsproducten door pyrolyse, waaronder waterstofcyanide (blauwzuur), stikstofoxiden en ethyn (acetyleen). Dit laatste is een zeer brandbaar gas dat mogelijk de brand verder heeft aangewakkerd. Daarnaast heeft het blus- en rioleringswater ook aanleiding gegeven tot verdere verspreiding van de gassen (door oplossen in het water).
Het ongeval is mogelijk veroorzaakt doordat de trein 87 km/u reed in plaats van de toegestane 40 km/u.
Als gevolg van het ongeluk is de provinciale fase van het rampenplan afgeroepen, waarbij volgens het reglement de provinciegouverneur instaat voor de coördinatie. Op het moment van het ongeluk was dit voor Oost-Vlaanderen Jan Briers.

## Slachtoffers

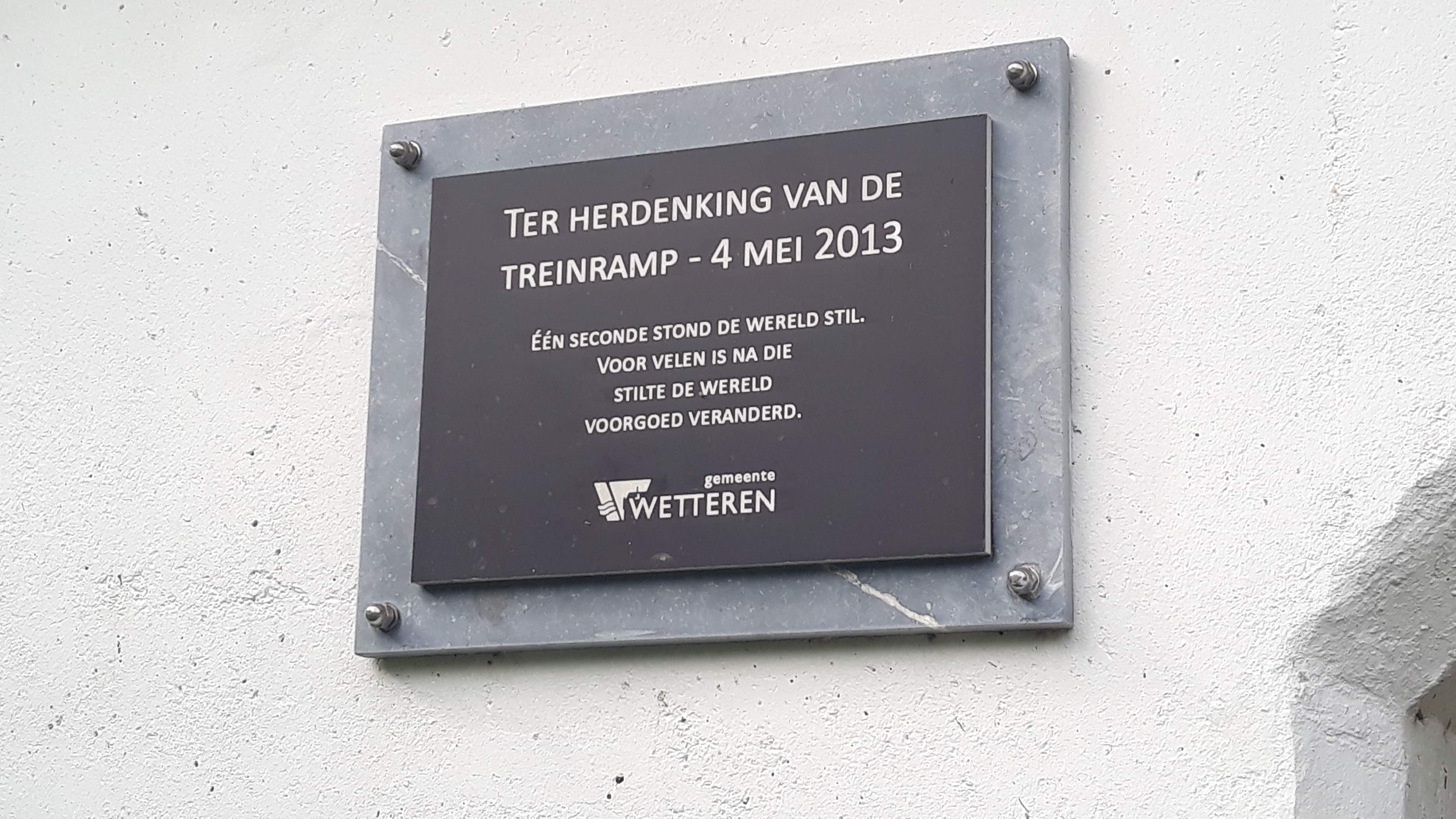
Aan de spoorwegonderdoorgang ter hoogte van de Victor van Sandelaan hangt een kleine herdenkingsplaat.

Er viel één dode en ongeveer 100 mensen raakten gewond en moesten naar het ziekenhuis worden gebracht omdat zij geïntoxiceerd waren. In totaal werden zo'n 400 mensen naar het ziekenhuis gebracht voor controle of verzorging.

## Nasleep
De bewoners in de nabije omgeving werden geëvacueerd. Bijna 2.000 mensen moesten hun huizen enkele dagen verlaten en konden pas terug als er geen giftige dampen meer uit het riool kwamen. Het duurde drie dagen voordat de eerste bewoners in de omgeving van het ongeval weer terug konden in hun huizen. De bewoners die vlak bij de plaats van de ramp woonden konden op 22 en 23 mei, een kleine drie weken na de ramp, terugkeren naar hun huis.
De giframp had ook schadelijke gevolgen voor de land- en tuinbouw in de omgeving, omdat het bluswater samen met de giftige stoffen in de grachten en weilanden was terechtgekomen. Tot op een afstand van tien meter van het treinwrak werden verhoogde waarden acrylonitril in de bodem en het grondwater gevonden.
Aanvankelijk bestond de vrees dat het gif zich via de Schelde zou verspreiden, maar metingen in regenwaterstalen toonden aan dat er zich geen giftige stoffen in bevonden.
Eind augustus 2013 werd bekend dat 1 op de 3 omwonende Wetteraars werd blootgesteld aan verhoogde concentraties acrylonitril. Er was echter geen gevaar voor de slachtoffers, aangezien de stof na enkele maanden het lichaam verlaat.

### Opruiming
Op 10 mei 2013, bijna een week na de ramp, begon spoorbeheerder Infrabel met het aanleggen van een verharde weg naar het treinwrak, opdat de wagons leeggepompt konden worden zonder het risico van een verzakking van de pompmachines en -wagens in de spoorwegbermen en aanpalende gronden. In twee wagons zat nog het giftige acrylonitril, terwijl in een derde wagon het zeer ontvlambare gas 1,3-butadieen zat. Dat gas werd op 12 mei gecontroleerd afgefakkeld.
Op 11 mei zijn de betrokken locomotieven (twee die de goederentrein trokken en een die in tegenovergestelde rijrichting moest stoppen voor het ongeval) weggehaald en de twee tankwagens met resterend acrylonitril leeggepompt. Twee dagen later werd begonnen met het takelen van de achterste zes wagons van de goederentrein. Op 19 mei werden de laatste wagons in stukken geknipt en weggehaald. Daarna begon Infrabel met het weghalen van de beschadigde spoorstaven, dwarsliggers en bovenleidingen. De kosten van de schade lopen op tot 3,5 miljoen euro.
Op 20 mei werd gestart met de sanering van de bodem onder en nabij de sporen en begon de opruiming van de beschadigde en vernielde spoorweginfrastructuur.

### Treinverkeer
Vanaf de dag van de ramp tot 27 mei was de hele spoorlijn onderbroken en was er geen treinverkeer mogelijk. Er werd toen een alternatieve busdienst ingelegd. Op 27 mei werd het treinverkeer gedeeltelijk heropgestart: een lokale trein reed tussen Gent-Sint-Pieters en het station van Wetteren (als eindhalte). Op 29 juni werd het spoor opnieuw vrijgegeven en reden de eerste treinen, met een tijdelijke snelheidsbeperking van 40 km/u waar de spoorinfrastructuur volledig werd vernieuwd, opnieuw tussen Schellebelle en Wetteren. Vanaf 12 juli, meer dan twee maanden na de ramp, verliep al het treinverkeer opnieuw volledig normaal.

### Vragen en antwoorden in de media
Vragen worden gesteld over de kwaliteit van het rampenplan, de doeltreffendheid van de communicatie en over de risico's van chemisch transport via spoorwegen doorheen dichtbevolkte regio's. Een deel van het antwoord is dat vervoer van gevaarlijke stoffen over het spoor toch nog beduidend minder riskant is dan over de weg.

### Onderzoek
In december 2014 bracht het Onderzoeksorgaan voor Ongevallen en Incidenten op het Spoor (OOIS) van de FOD Mobiliteit een definitief rapport uit over de oorzaken van de ramp.
In juli 2015 overleed de machinist van de trein en kan dus niet meer strafrechtelijk vervolgd worden.
In oktober 2016 was het parket klaar met het onderzoek. De resultaten ervan zullen later bekendgemaakt worden, maar het parket gaat niemand vervolgen voor de ramp.
Toen de zaak in december 2016 dan voor de raadkamer kwam, vroeg een van de burgerlijke partijen echter bijkomend technisch onderzoek. Dat werd in eerste instantie afgewezen, maar in hoger beroep bij de kamer van inbeschuldigingstelling van het Gentse hof van beroep werd het bijkomend onderzoek toch gedeeltelijk toegestaan. Rond mei 2018 was het bijkomend onderzoek afgerond en werd de zaak door de onderzoeksrechter opnieuw overgemaakt aan het parket om dan een verdere beslissing te nemen.